# Гудков, Дмитрий Геннадьевич
Дми́трий Генна́дьевич Гудко́в (род. 19 января 1980, Коломна, Московская область) — российский оппозиционный политик и общественный деятель.
Председатель «Партии перемен» (23 июня 2018 — 30 марта 2020). Депутат Государственной думы Федерального собрания Российской Федерации VI созыва (21 декабря 2011 — 5 октября 2016). Представлял и отстаивал мнение политической оппозиции по целому ряду актуальных вопросов внутренней и внешней политики руководства Российской Федерации. На выборах 2016 года баллотировался в депутаты Государственной Думы VII созыва от партии Яблоко по одномандатному округу в Москве, однако не смог набрать большинства голосов.
С февраля 2022 года участник Антивоенного комитета России.
Сын российского политика и предпринимателя Геннадия Владимировича Гудкова.
В 2024 году стал соучредителем "Европейского центра анализа и стратегий" (CASE).

## Образование
Дмитрий Гудков родился 19 января 1980 года в городе Коломна Московской области в семье Марии Гудковой и Геннадия Гудкова. На момент рождения сына Гудков-старший работал в комсомоле, в 1981—1992 годах служил в КГБ, уволился в запас в звании майора, в том же году основал и возглавил частное охранное предприятие «Оскордъ», к концу 1990-х годов ставшее крупным участником этого рынка. В 1996 году Гудков-младший окончил московскую школу № 625 с физико-математическим уклоном и поступил на факультет журналистики МГУ. В студенческие годы он работал в ряде изданий, был главным редактором отраслевой газеты об охране Security, а также работал в отделе общественных связей компании своего отца. Первые шаги в политику Гудков совершил в 1998—1999 годах, став членом избирательного штаба своего отца на выборах в Государственную думу III созыва от Коломенского одномандатного округа № 106. После окончания факультета журналистики в 2001 году Гудков обучался в аспирантуре, а также получил второе высшее образование на факультете мировой экономики Дипломатической академии МИД России.

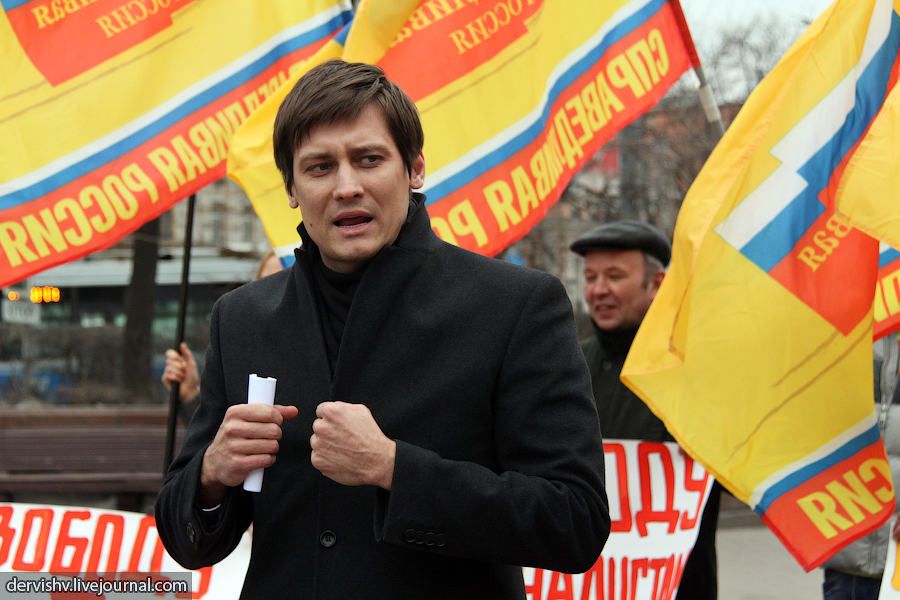
Дмитрий Гудков во время пикета в защиту прав журналистов. Москва, март 2011 года

## Политическая деятельность

### НПРФ, «Справедливая Россия», молодёжная политика
Значительную часть своей политической карьеры Гудков следовал за своим отцом. В 2001 году Гудков-старший победил на довыборах в Думу III созыва и присоединился к депутатской группе «Народный депутат», а Гудков-младший устроился на работу в аппарат этой группы. В 2003 году он последовал за отцом в Народную партию Российской Федерации (НПРФ): пока Гудков-старший был заместителем председателя партии, Гудков-младший замещал руководителя пресс-службы, а после избрания отца председателем партии в апреле 2004 года Дмитрий Гудков получил повышение до руководителя. Он занимался координацией молодёжной политики НПРФ, участвовал в создании Молодёжной общественной палаты. В декабре 2005 года Гудков-младший участвовал в дополнительных выборах в Думу IV созыва в декабре 2005 года по одномандатному округу № 201 города Москвы, но проиграл с 1,5 % голосов. После слияния НПРФ со «Справедливой Россией» в начале—середине апреля 2007 года Геннадий Гудков-старший вошёл в политбюро президиума центрального совета партии, а Дмитрий возглавил её пресс-службу.
В конце апреля 2007 года молодёжные ячейки Народной партии Российской Федерации, Социал-демократической партии России (СДПР), правозащитной организации «Гражданское общество», движения «Ура», «Лига Справедливости», «Энергия жизни», «Жизнь молодая» и другие молодёжные организации в составе «Справедливой России» были объединены в рамках всероссийского движения «Победа». Гудков стал сопредседателем организации, поскольку ранее курировал молодёжную политику НПРФ. В апреле 2008 года съезд «Победы» избрал единым председателем бывшего лидера «Энергии жизни» Юрия Лопусова, что привело к конфликту между Лопусовым и Гудковым. В октябре 2009 года Гудков возглавил «Молодых социалистов России» — новое молодёжное движение в рамках «Справедливой России», в которое помимо «Победы» вошли молодёжные отделения Российской партии жизни, СДПР, партии «Родина», Российской партии пенсионеров и ряд других.
На IV съезде «Справедливой России» в июне 2009 года Гудкова избрали членом Центрального совета партии, а в 2010 году стал советником председателя Совета Федерации Федерального Собрания Российской Федерации — лидера «Справедливой России» Сергея Миронова.

### Работа в Государственной думе VI созыва

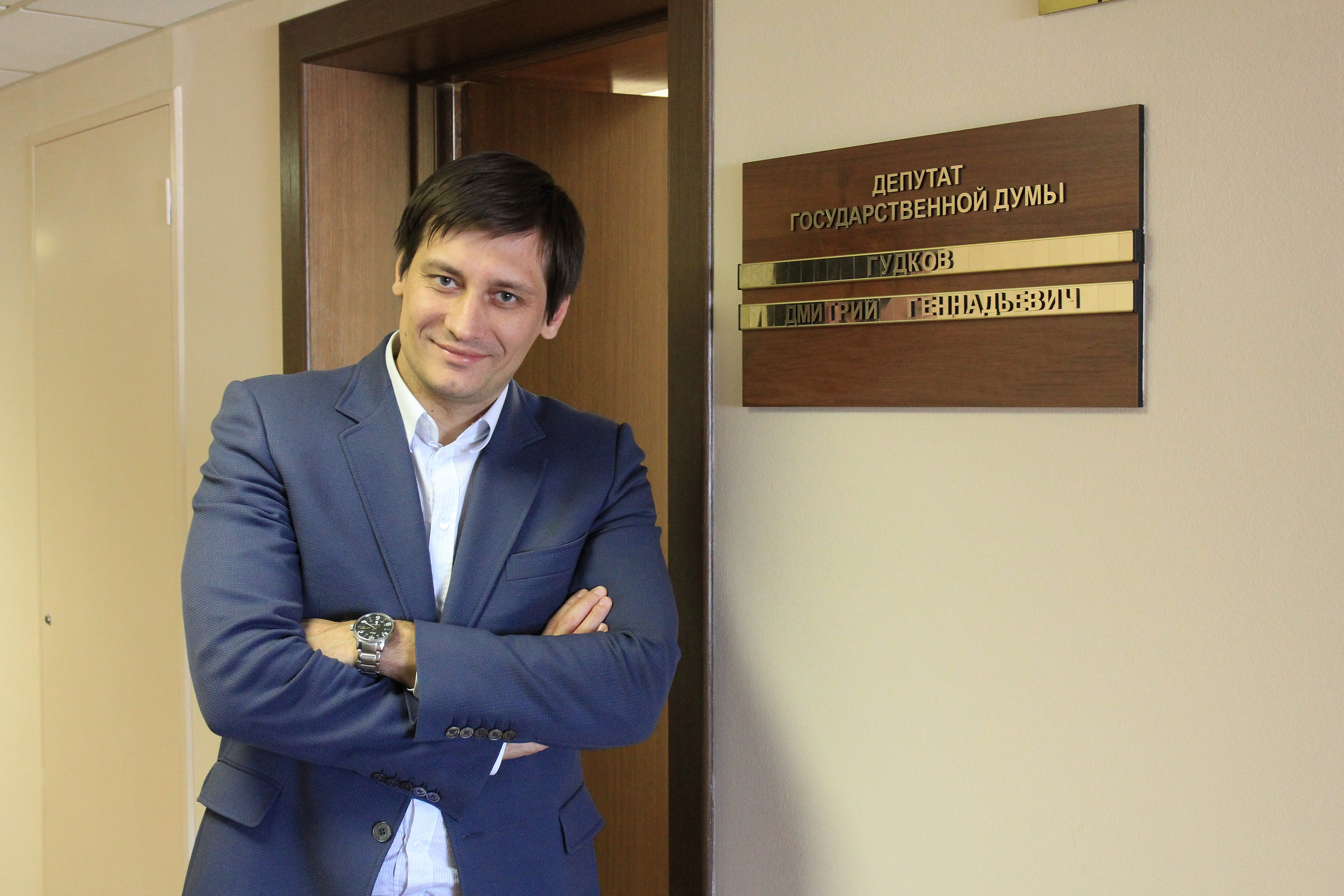
Дмитрий Гудков в парламенте, 2013 год

В декабре 2011 года Гудков был избран в Государственную думу VI созыва во главе списка «Справедливой России» от Рязанской и Тамбовской областей, где партия набрала 15 % и 6 % соответственно (при 13 % по стране). В течение своего мандата Гудков работал в Комитете по конституционному законодательству и государственному строительству, а также индивидуально и в составе группы депутатов выступил инициатором 43 законопроектов, включая:
- Поправки к закону «О науке и государственной научно-технической политике», предложенные совместно с Ильёй Пономарёвым и Олегом Смолиным в июне 2014 года и предполагающие введение нормы о лишении учёной степени вне зависимости от времени её присвоения при обнаружении плагиата в научных работах. Законопроект был рассмотрен и отклонён в первом чтении в январе 2015 года[8][9].
- Поправки к закону «О специальных экономических мерах» и статью 8 федерального закона «О безопасности», предложенные совместно с Сергеем Дорониным, Валерием Зубовым, Сергеем Петровым и Михаилом Сердюком, предполагающие введение обязательной формы федерального закона для решений об экономических санкциях (на тот момент для введения санкций было достаточно распоряжения президента)[10]. Инициатива была раскритикована представителями всех парламентских партий[11]. Инициатива была раскритикована представителями парламентских партий, и в мае 2017 года законопроект был отклонён в первом чтении[11][12].
- Поправки в законодательные акты, регулирующие деятельность некоммерческих организаций, внесённые в июле 2015 года и предполагающие отмену понятия «иностранный агент» в отношении НКО. В пояснительной записке к законопроекту депутат отметил, что многие включённые в соответствующий реестр организации не соответствовали формальному критерию — не занимались политической деятельностью[13][14]. Рассмотрение законопроекта неоднократно переносилось, в мае 2016 года поправки были отклонены. Параллельно с тем, Государственная дума одобрила поправки, подготовленные по поручению президента Владимира Путина и выводящие из-под определения политической деятельности работу в области науки, культуры, искусства, здравоохранения и охраны здоровья, социального обслуживания, поддержки и защиты, защиты материнства и детства, социальной поддержки инвалидов, пропаганды здорового образа жизни, физической культуры и спорта, защиты растительного и животного мира и благотворительную деятельность[15][16].
- Федеральный закон «О выборах депутатов Государственной Думы Федерального Собрания Российской Федерации», разработанный совместно с Комитетом гражданских инициатив, внесённый в октябре 2015 года и предполагавший переход к смешанной связанной избирательной системе по немецкому образцу, введение многомандатных округов и избирательных блоков на думских выборах. В ноябре 2015 года по решению Комитета Государственной Думы по конституционному законодательству и государственному строительству законопроект был отправлен на доработку[17][18][19][20].

Ни один законопроект, в числе инициаторов которых выступал Гудков, не был принят за исключением «массового» (подписанного большим числом депутатов) законопроекта «О внесении изменений в Федеральный закон „Об исчислении времени“», принятых в июле 2014 года. Кроме того, Гудков был одним из 8 депутатов Государственной думы, в декабре 2012 года проголосовавших против проекта федерального закона «О мерах воздействия на лиц, причастных к нарушениям основополагающих прав и свобод человека, прав и свобод граждан Российской Федерации», более известного как «закон Димы Яковлева» из-за содержавшегося в нём запрета на усыновление российских детей-сирот гражданами США. Также Гудков был в числе 4 депутатов, не проголосовавших за закон «О принятии в состав Российской Федерации Республики Крым и образовании в составе РФ новых субъектов — Республики Крым и города федерального значения Севастополя». Парламентарий пояснил, что воздержался от голосования «за» из-за политических и экономических последствий решения («может выйти так, что мы получаем Крым, но теряем Украину»; «в долгосрочной перспективе возможно геополитическое поражение, изоляция, которая может спровоцировать экономический кризис, а с учетом возможного роста сепаратизма внутри страны мы можем потерять Калининград и другие какие-то регионы») и от голосования «против» из-за противоречивого общественного мнения по вопросу аннексии Крыма Российской Федерацией и из уважения к жителям Крыма.

### Участие в протестном движении 2011—2013 годов
Зимой 2011 — весной 2012 годов Гудков принимал активное участие в протестных акциях и выступал одним из организаторов митингов «За честные выборы». Во время приуроченных к инаугурации Владимира Путина несанкционированных «народных гуляний» на Кудринской площади Гудков пытался представить акцию как свою встречу с избирателями, чтобы предотвратить задержания протестующих. По заявлениям Гудкова, на оппозиционной акции 8 мая 2012 года он был незаконно задержан на Никитском бульваре, однако полиция утверждала, что политик сам последовал в отдел внутренних дел вместе с задержанной Ксенией Собчак.
На выборах в Координационный совет российской оппозиции в октябре 2012 года Гудков занял десятое место в общегражданском списке. В мае 2013 года Гудков критиковал за «проявление слабости» и создание повода для критики Координационного совета муниципального депутата района Щукино Максима Каца, который преждевременно покинул совет оппозиции и призвал к его роспуску, однако уже в сентябре сам отказался баллотироваться в новый состав. После отказа Гудкова и других членов Координационного совета участвовать в дальнейшей работе объединения, совет фактически прекратил деятельность.

### Исключение из партии «Справедливая Россия»
В январе 2013 года, после участия Дмитрия Гудкова в «Марше против подлецов», когда участники несли портреты депутатов, в том числе Сергея Миронова, бюро президиума центрального совета партии «Справедливая Россия» предложило Гудковым покинуть Координационный Совет оппозиции или «Справедливую Россию». Перед тем же выбором поставили Олега Шеина, участвовавшего в КСО, и Илье Пономарёву, «совмещавшему» членство в партии с участием в «Левом фронте». Тогда же бюро рекомендовало членам партии не принимать участия в акциях внесистемной оппозиции. Гудковы отказались выходить из Совета, тогда как Пономарёв и Шеин выбрали партию.
13 марта 2013 года решением Бюро президиума Центрального совета партии Геннадий и Дмитрий Гудковы были исключены из партии «Справедливая Россия» за «действия, наносящие вред партии». Вопрос об их исключении поставил лидер справороссов Сергей Миронов. Одной из причин, кроме участия в протестных акциях и КСО, называлась нарушение партийной дисциплины и поддержка Геннадием Гудковым кандидата из другой партии на выборах мэра подмосковного Жуковского. Исключение Гудковых из партии привлекло внимание прессы, однако стало не первым случаем для «Справедливой России»: годом ранее за нарушение партийной дисциплины из партии были исключены восемь депутатов (Леонид Левин, Николай Лакутин, Игорь Зотов, Джамал Гасанов, Алексей Митрофанов, Вадим Харлов, Владимир Машкарин и Владимир Парахин). Часть из них была отстранена от работы за голосование за кандидатуру Дмитрия Медведева на пост премьер-министра, а другие — за неприятие радикализации партии из-за её поддержки и участия в акциях протеста.
В обращении к членам Бюро Геннадий Гудков заявил о невозможности сделать выбор между «Справедливой Россией» и работой в КСО. Заявив о готовности принять любое решение однопартийцев, он выразил уверенность, что «Справедливая Россия» «совершает стратегическую ошибку подыгрывания власти». После исключения Гудковых депутаты Илья Пономарёв и Валерий Зубов публично раскритиковали решение Бюро. 14 марта Пономарёв объявил о приостановлении партийной деятельности до осеннего съезда партии.
Спикер Госдумы Сергей Нарышкин после исключения Дмитрия Гудкова из партии отметил, что «особый статус» Гудкова не повлияет на его работу в парламенте.

### Выдвижение в Государственную думу VII созыва

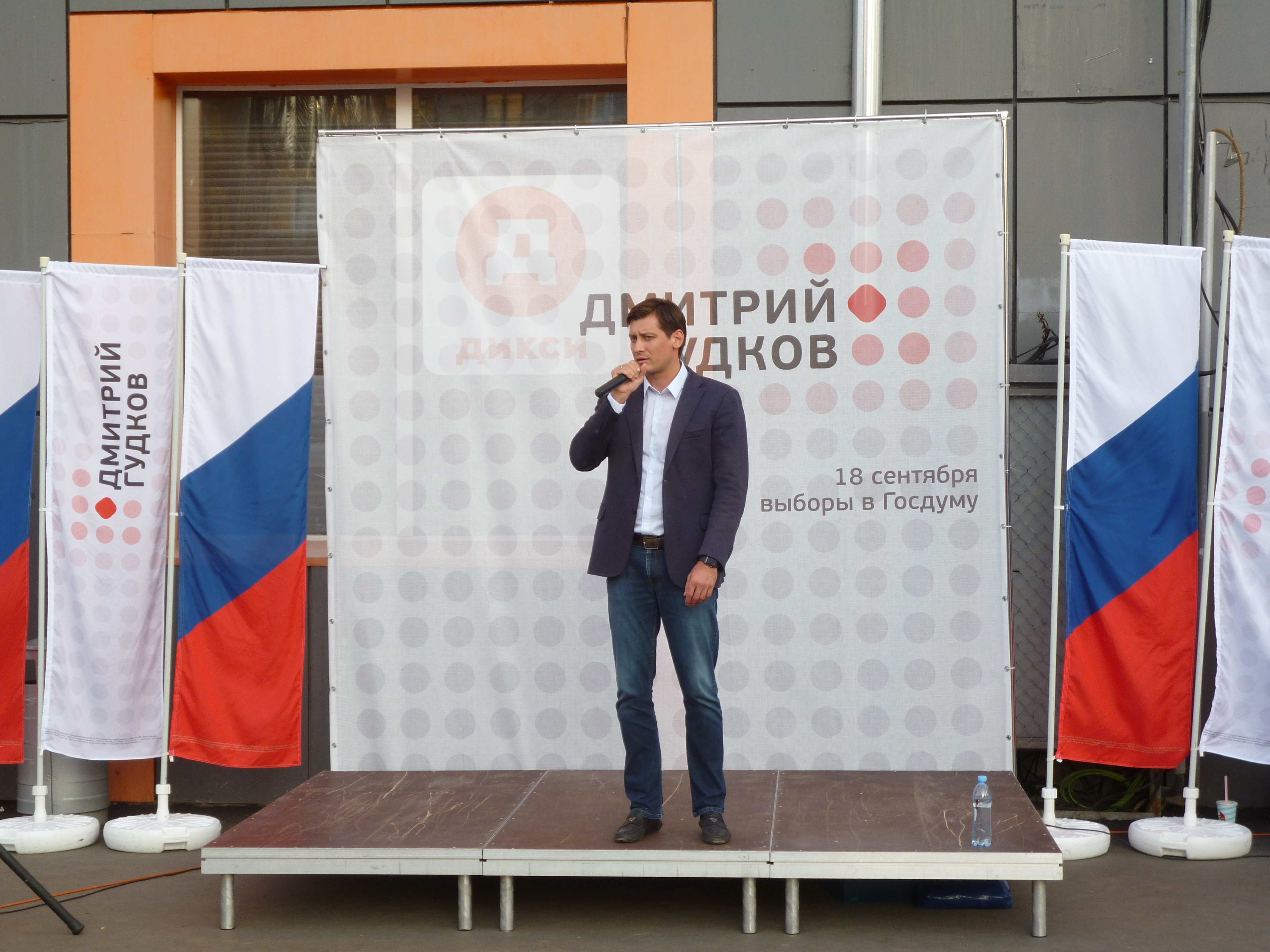
Выступление Дмитрия Гудкова

На выборах в Государственную думу VII созыва Гудков представлял партию «Яблоко» в 206 Тушинском одномандатном избирательном округе: в марте 2016 года он подписал меморандум «Яблока», обязавшись принять все предвыборные установки партии. Также в качестве кандидата Гудков претендовал на поддержку Партии народной свободы. Главой избирательного штаба Гудкова стал Максим Кац. В рамках кампании Гудков получил в общей сложности 40 миллионов рублей пожертвований в избирательный фонд. Перед завершением кампании штаб столкнулся с финансовыми сложностями, однако экстренный сбор денег позволил продолжить кампанию. По сведениям МВД, в день тишины 17 сентября были задержаны 55 человек, занятых незаконной агитацией в пользу Гудкова, а штаб кандидата опровергал число задержанных и отрицал факт незаконной агитации.
18 сентября Гудков с 20,4 % голосов проиграл выборы своему главному сопернику — бывшему главному санитарному врачу России Геннадию Онищенко, который набрал 26,04 %. Также не оправдалась надежда Гудкова, входившего в первую 10-ку федерального партийного списка «Яблока», на преодоление партией 5-процентного барьера. Политик отмечал, что не столкнулся с особыми фальсификациями, также Гудков и Кац сошлись во мнении, что причиной поражения стали низкая явка, равнодушие избирателей и недоверие общества к выборам.

### «Объединённые демократы» и выборы муниципальных депутатов в 2017 году

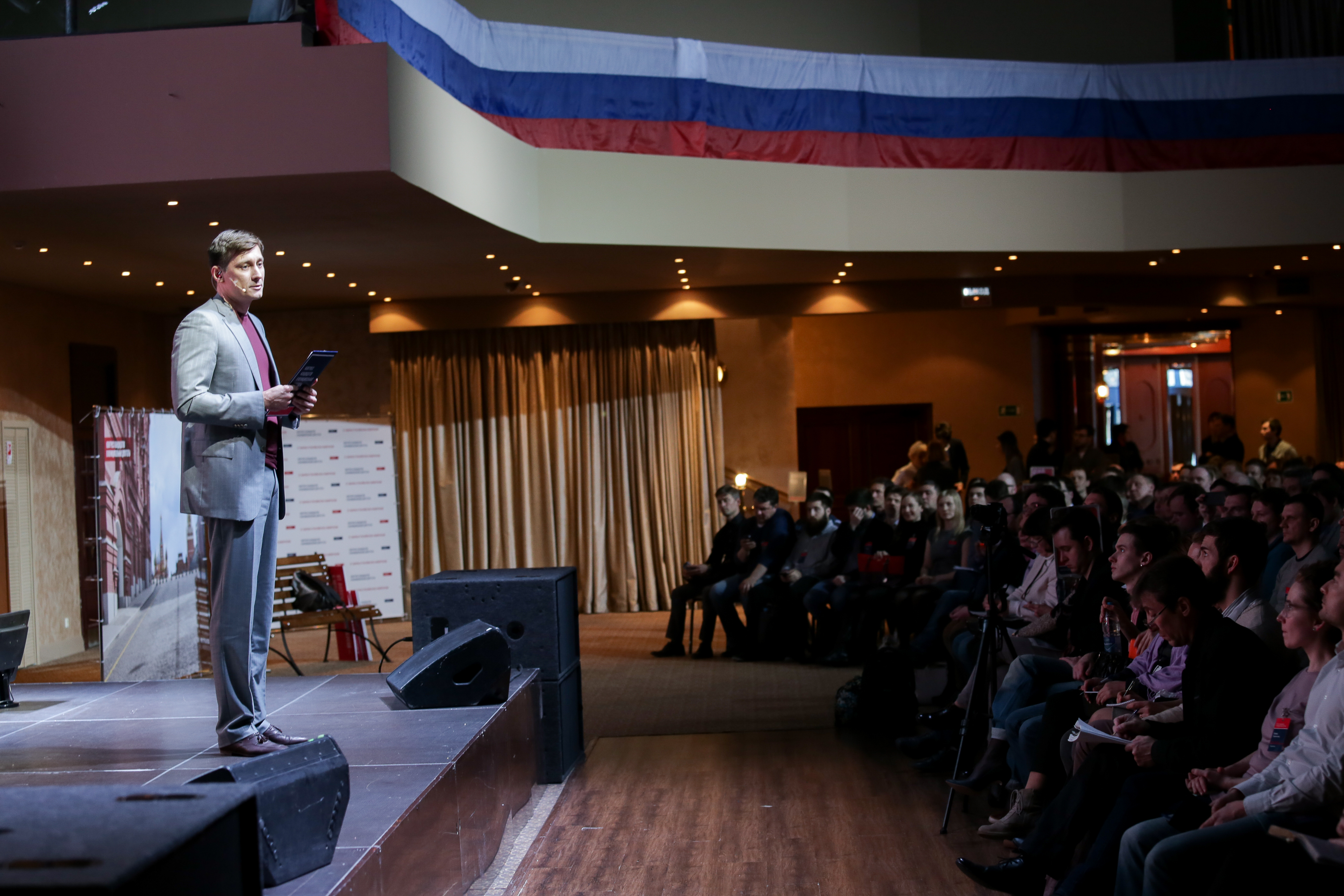
Дмитрий Гудков выступает перед кандидатами в депутаты на конгрессе «Объединённых демократов»

В 2017 году, накануне муниципальных выборов в Москве, Дмитрий Гудков и Максим Кац создали коалицию «Объединённые демократы» для поддержки желающих стать муниципальными депутатами. «Объединённые демократы» занимались фандрайзингом, помогали кандидатам заполнять документы, вести кампанию, предоставляли помещения и агитационные материалы. Большая часть поддержанных Гудковым и Кацем кандидатов были выдвинуты партией «Яблоко». Кроме этого, были также самовыдвиженцы, представители КПРФ, Справедливой России, Партии роста и «Солидарности». Задачей объединения было преодоление «муниципального фильтра» на выборах мэра Москвы в 2018 году, для чего требовалась поддержка 5—10 % муниципальных депутатов и руководителей муниципальных образований. Всего по итогам выборов 10 сентября 2017 года «Объединённым демократам» удалось провести в муниципальные собрания 266 человек из 1052 кандидатов. Принцип отбора кандидатов для поддержки «объединёнными демократами» базировался на оппозиционных взглядах кандидатов. Так, негативное отношение к действующему президенту и политизированность кандидатов были главными критериями при отборе. В конце января 2018 года Гудков объявил, что из-за разногласий прекратил сотрудничество с соучредителем проекта Максимом Кацем.

### Разрыв с «Яблоком», создание партии с Ксенией Собчак
22 декабря 2017 года Дмитрий Гудков выступил на съезде партии «Яблоко», где поддержал кандидатуру Григория Явлинского на пост президента России. Однако 13 марта, за 4 дня до выборов Президента, Гудков сообщил о прекращении сотрудничества с партией Яблоко. В дальнейшем прекращение сотрудничества с Яблоком он объяснил тем, что в процессе президентской кампании не мог встретиться с Григорием Явлинским лично.
15 марта 2018 года совместно с другим кандидатом в президенты России на выборах 2018 Ксенией Собчак объявил о создании новой политической партии на базе партии «Гражданская инициатива». Гудков и Собчак утверждают, что партия займет «антипутинскую» позицию. Её члены будут добиваться ухода действующего президента России Владимира Путина, снятия санкций и прекращения военных конфликтов. Гудков сообщил, что главной целью создаваемой партии станет прохождение в парламент — победа на парламентских выборах 2021 года. Он также отметил, что среди инициатив партии в случае прохождения в Госдуму будут отмена статьи 282 Уголовного кодекса РФ об экстремизме, а также усиление парламентского контроля за правоохранительными органами. Съезд партии «Гражданская инициатива» состоялся 23 июня 2018 года и тогда же она была переименована в «Партию перемен». При этом на региональные выборы 2018 года и сентябрьские выборы мэра Москвы партия планировала пойти под старым названием.
Гудков рассчитывал стать «единым кандидатом от оппозиции» на выборах мэра Москвы, однако столкнулся с планами Ильи Яшина также заявиться кандидатом. Политик, комментируя планы Яшина, заявил, что в выдвижении прослеживаются «личные интересы даже не столько Ильи, сколько Алексея Навального, полгода уговаривавшего его выступить в пику Гудкову». Политики обсуждали вариант выбрать единого кандидата в рамках праймериз «Яблока», но партия им в этом отказала по формальным основаниям — Гудкову из-за членства в «Гражданской инициативе». Дополнительное давление на Гудкова как кандидата оказывало партнёрство с Ксенией Собчак, которая накануне объявления даты съезда новой партии в своём Инстаграме в один день выступила в поддержку как кандидатуры Гудкова, так и действующего мэра Собянина, чем вызвала волну критики среди членов партии и вообще оппозиции. На последовавшем съезде Собчак под предлогом занятости отказалась от соруководства партией, фактически отдав её Гудкову, а затем покинула мероприятие ещё до его конца.
Минюст отказался признавать легитимность переименования партии и лидерства Гудкова. 28 января 2019 года Замоскворецкий районный суд поддержал это решение, отклонив иск Гудкова, который требовал признать себя председателем партии и утвердить ее новое название.
Выступая в эфире радиостанции «Эхо Москвы»12 февраля 2019 года, на вопрос журналиста (о выборах в Санкт-Петербурге) «Будете ли Вы кооперироваться с Навальным?», Гудков назвал их отношения нормальными и сказал, что к сотрудничеству безусловно готов. В том же интервью Гудков подчеркнул, что по его мнению, вовлечение несовершеннолетних в политику — это хорошо.
25 ноября 2019 года Министерство юстиции подало в Верховный суд иск с требованием приостановить деятельность партии политика Дмитрия Гудкова «Гражданская инициатива», известной также как «Партия перемен».
В марте 2020 года Гудков и члены его команды решили выйти из партии «Гражданская инициатива». Гудков объяснил такой шаг отказом Минюста перерегистрировать «Гражданскую инициативу» в Партию перемен. Еще одной причиной выхода из «Гражданской инициативы» могло стать расхождение позиций внутри партии относительно действующей власти.
В октябре 2020 года председатель «Гражданской инициативы» Андрей Нечаев сообщил, что в свою бытность председателем партии Гудков решил сэкономить на подготовке и подаче отчётности, в результате чего партия не подавала необходимую по закону отчётность, включая и её реготделения. Это привело к наложению значительного количества штрафов на сумму около 1 миллиона рублей. Сумму для их оплаты приходится собирать с помощью фандрайзинга

### Выдвижение в Московскую городскую Думу VII созыва
В 2019 году Дмитрий Гудков намеревался баллотироваться в Мосгордуму, но получил отказ в регистрации.

## Во время российско-украинской войны
10 февраля 2023 года Минюст России внёс Гудкова в список иностранных агентов.
Объявлен МВД России в федеральный розыск по уголовному делу о «фейках» об армии (207.3 УК РФ).
21 августа 2024 года Хорошевский районный суд заочно приговорил Дмитрия Гудкова к восьми годам колонии по обвинению в распространении «фейков» про армию. По версии следствия экс-депутат в своем ролике на YouTube транслировал «ложные сведения о массовых убийствах мирных граждан в Буче, Ирпене и Бородянке».
Вместе с экономистами Владиславом Иноземцевым и Дмитрием Некрасовым - учредитель Европейского центра анализа и стратегий (CASE), специализирующегося  на исследованиях постсоветских стран и русскоязычной диаспоры в ЕС и США.

## Проекты

### «Золотые крендели»
В своем блоге публиковал более 30  коррупционных расследований по нарушению законодательства со стороны чиновников и депутатов различных уровней, в том числе по владению зарубежной недвижимостью и активами, а также подаче недостоверных сведений в декларациях о доходах. В частности, его расследования были посвящены депутатам Андрею Исаеву и Владимиру Пехтину, экс-губернатору Челябинской области Михаилу Юревичу.
Название проекта было связано с публикацией незадекларированного, по мнению Гудкова, списка компаний, принадлежащих депутату Елене Николаевой, среди которых было ООО «Золотой крендель».
Также в рамках проекта Гудков опубликовал декларацию самой богатой жены российского чиновника — супруги мэра Нижнего Новгорода Элады Нагорной, которая не была до этого опубликована в открытом доступе, несмотря на требование закона.

### Фонд поддержки свободных СМИ
В 2012 году Дмитрий Гудков, Илья Пономарёв, писатель Константин Воронков и ответственный секретарь Координационного совета оппозиции Дмитрий Некрасов учредили Фонд поддержки свободных СМИ, заявленной целью которого стало софинансирование создания объективных общественно-политических телепередач. Первые средства в него были внесены Некрасовым и Геннадием Гудковым. Первым проектом фонда стала 12-серийная документальная программа «Парфёнов» Леонида Парфёнова, произведённая на паях с телеканалом «Дождь» и вышедшая в эфир в апреле 2013 года. Предполагалось, что первые выпуски передачи будут произведены за счёт соинвесторов, а затем к финансированию подключатся заинтересованные зрители, однако надежды на краудфандинг не оправдались и 12-й выпуск стал последним.

### Вернём выборы мэра
В апреле 2013 года на фоне принятия Государственной думой законопроекта, вводящего выбор руководителя субъекта федерации президентом из предложенных местным законодательным собранием кандидатур, Гудков, Илья Пономарёв, Валерий Зубов, Сергей Доронин и Сергей Петров внесли в Государственную думу законопроект, предполагающий введение прямых выборов глав городов вместо двухуровневой системы управления городом (по действовавшему законодательству порядок выбора глав муниципальных образований определялся местными законодательными собраниями). В маршрут регионального турне Гудкова в поддержку законопроекта вошли города, где не проводятся прямые выборы мэров — Рязань, Тамбов, Челябинск, Нижний Новгород и другие. Наиболее активная кампания прошла в Нижнем Новгороде, где в рамках «народного референдума» было собрано 52 тысяч подписей за возврат прямых выборов мэра и прошёл общероссийский форум по реформе местного самоуправления.
Муниципальная кампания в Москве «Политический Убер»
В 2017 году Дмитрий Гудков помог сотням людей избраться в органы местной власти. Процесс был сильно упрощён за счёт использования CRM-системы. Тем не менее, мандаты распределились неравномерно, из-за чего в 2018 году Дмитрий не смог пройти муниципальный фильтр. В 2018 году электронная система была безвозмездно передана проекту «Объединённые демократы» в Санкт-Петербурге для использования на мунвыборах в Петербурге 8 сентября 2019 года.

### Исследование о российской диаспоре
11 июня 2024 года Дмитрий Гудков, с соавторами из Центра по анализу и стратегии в Европе, опубликовал исследование «Новая российская диаспора: вызов и шанс для Европы». В рекомендациях по итогам исследования говорилось, что «странам ЕС следует относиться к российским релокантам как, с одной стороны, экономическому и социальному ресурсу для европейских обществ; и, с другой стороны, инструменту ослабления агрессивной путинской России».

## Критика

### Доходы

#### Таунхаус
В июне 2013 года лидер ЛДПР Владимир Жириновский обратился в думскую комиссию по контролю за достоверностью сведений о доходах депутатов запрос о проверке источников доходов Гудкова, в собственности которого была обнаружена 248-метровая квартира в таунхаусе на Юровской улице в районе Куркино. Интернет-пользователи оценили стоимость жилья в 45 миллионов рублей, что существенно превышало задекларированные доходы парламентария за 2011—2012 годы. Гудков ответил, что приобрёл таунхаус в рассрочку в 2006—2010 годах и предоставил в подтверждение своих слов договор с застройщиком — компанией своего отца, охранным предприятием «Пантан». Подозрения Жириновского также прокомментировал Гудков-старший, который сообщил, что получил участок в Куркино в 1990-х годах в счёт оплаты охранных услуг, а таунхаусы были возведены компанией, в которой он выступил соинвестором, что позволило Гудковым приобрести жильё по себестоимости. Комиссия удовлетворилась предоставленными документами, а Гудков вскоре продал «проблемный» таунхаус за 23,5 миллиона рублей, что было отражено в декларации о доходах за 2013 год.

#### Зарубежные компании
В апреле 2013 года Дмитрию Гудкову вменили недекларирование перед выборами имеющейся доли в болгарской компании «Мари Хаус». Политик в ответ указал, что накануне выборов передал долю в компании в доверительное управление брату.
В июне 2013 года Международный консорциум журналистов-расследователей (International Consortium of Investigative Journalists, ICIJ) опубликовал в открытом доступе информацию о владельцах более 100 тысяч офшорных компаний. Тогда в ответ на обвинения во владении компанией Parustrans Ltd., зарегистрированной на Британских Виргинских островах, Гудков в своём твиттере сообщил, что владельцем компании является его тёзка из американского Хьюстона. Факт распространения ложной информации об офшоре был признан в том числе радиоведущим Владимиром Соловьёвым.

### Обвинения в лоббировании интересов строительных компаний
В апреле 2013 года и координатор «Коалиции в защиту Москвы» и муниципальный депутат Пресненского района Елена Ткач обвинила Гудкова в лоббировании интересов строительных компаний, проекты которых предполагают снос исторической застройки в центре Москвы. По утверждениям Ткач, в прошлом Гудков неоднократно пытался договориться с ней относительно зданий на Тишинской площади (проект «Дон-строя») и дома 25 по Большому Козихинскому переулку, а в апреле настоял на встрече для обсуждения домов 13 и 15 по Козихинскому, которые местные депутаты отстаивали с 2009 года. В своём блоге и интервью СМИ Ткач рассказывала, что помимо Гудкова на встрече присутствовали «справедливоросс» Вячеслав Душенко и сын владельца компании «Инвестком», претендовавшей на участок. По словам Ткач, Гудков представлял застройщика как спонсора программы «Парфёнов» на телеканале «Дождь» и утверждал, что, допустив снос здания, она поддержит российскую оппозицию, а Душенко угрожал применением административного ресурса. Радио «Свобода» отмечало, что ранее попытка Гудкова организовать финансирование «Парфёнова» по линии Координационного совета оппозиции привела к конфликту с рядом его участников и выходу из состава объединения Андрея Пионтковского. Гудков отказался комментировать обвинения в СМИ, а в собственном блоге ответил, что ничего не лоббировал, а выступил посредником. По его словам, он организовал встречу по просьбе коллеги, у друга которого московская мэрия вымогала взятку в обмен на оформление земли, угрожая передать участок Никите Михалкову. Гудков утверждал, что покинул встречу через 15 минут после начала, а также отрицал связь приглашённого предпринимателя с программой «Парфёнов». После публикации заявлений Ткач депутат от «Единой России» Анатолий Выборный отправил запрос на определение этичности описанных Ткач действий оппозиционера в думскую комиссию по этике и направил просьбу провести проверку изложенных в блоге Ткач сведений в Генеральную прокуратуру.

### Обвинения в фальсификации экологической катастрофы в Новосибирской области
В декабре 2008 года возле села Новоалександровка Мошковского района Новосибирской области в результате ошибки при проведении ремонтных работ произошёл разлив нефти из нефтепровода компании «Транссибнефть». По информации еженедельника «Аргументы и факты», в начале 2009 года последствия аварии были ликвидированы, а компания выплатила возмещение вреда в местный бюджет. В 2010 году начальник участка производственно-технического обслуживания и комплектации оборудования «Транссибнефти» Николай Кузнецов опубликовал видео, в котором обвинил компанию в сокрытии экологической катастрофы, а Гудков в качестве руководителя «Молодых социалистов России» привлёк к публикации общественное внимание. В 2009—2010 годах Кузнецов участвовал в ряде московских политических акций, на которых привлекал внимание к обвинениям в адрес «Транссибнефти». В декабре 2010 года Кузнецов был уволен из «Транссибнефти» за систематическое неисполнение трудовых обязанностей (сотрудник дважды пытался оспорить увольнение, но суд встал на сторону нанимателя), а весной 2012 года стал помощником Гудкова как депутата Государственной думы. Вскоре в блоге политика появилась публикация, обвиняющая компанию в загрязнении реки Балты. В качестве доказательства была представлена видеозапись, на которой группа людей достаёт из проруби мёртвую рыбу. Публикация привлекла внимание некоторых региональных СМИ, которые усмотрели в записи подлог и «политический пиар», а привлечённые специалисты (включая заместителя начальника Верхне-Обского бассейнового управления по рыболовству Евгения Упадышева) назвали вероятной причиной смерти рыбы характерное для Новосибирской области промерзание рек.

### Обвинения в присвоении чужих заслуг
В июне 2019 года у себя в блоге и в эфире «Эха Москвы» Гудков рассказал о встрече с жильцами дома-общежития на Береговом проезде, добавив: «Покрутился вокруг кандидат от мэрии Бабаян с ТВЦ, но быстро сбежал, поняв, чьи тут интересы». В ответ Russia Today сообщило, что Роман Бабаян решением проблемы жильцов занимается уже больше двух месяцев, а Гудков просто «хайпанул на теме».

### Поездка в США
1 марта 2013 года Дмитрий Гудков отправился в США, где планировал договориться о сотрудничестве в поиске незадекларированной недвижимости российских чиновников, а также посетить семьи, усыновившие детей из России. После посещения нескольких американских семей депутат сообщил о том, что никаких затруднений с посещением семей у него не возникло. Также он указал на то, что посольство РФ с приёмными родителями не связывалось и не интересовалось судьбой усыновлённых детей.
4 марта Гудков принял участие в конференции «Новый подход или статус-кво? Отношения США, ЕС и России на фоне путинских репрессий». Она состоялась в здании Сената США, а её организаторами стали правозащитная организация Freedom House, фонд и «Институт современной России». В своей речи он указал на то, что Конституция РФ даёт «неограниченную» власть президенту, на основе чего Владимир Путин построил «вертикаль власти». По его мнению власть пошла по пути закручивания гаек и фальсификации уголовных дел против организаторов и лидеров протестных акций. Парламентарий описал Госдуму как «взбесившийся принтер», принимающий репрессивные законы, направленные против протестной активности. В завершение своей речи Гудков призвал американцев помочь Владимиру Путину в борьбе с коррупцией, и для этого распространять информацию о зарубежной собственности российских чиновников.

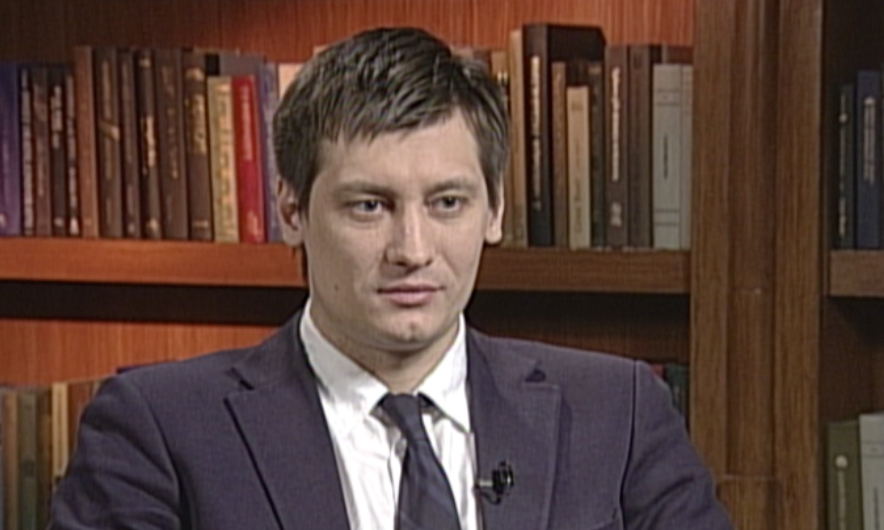
Дмитрий Гудков даёт интервью «Голосу Америки» 8 марта 2013 года

Речь Гудкова вызвала резкую критику как журналистов государственных СМИ Дмитрия Киселёва и Владимира Соловьёва, так и депутатов. Единорос Сергей Железняк назвал своего коллегу предателем, а лидер ЛДПР Владимир Жириновский потребовал арестовать его за измену родине. Член Общественной палаты РФ Георгий Фёдоров потребовал проверить, за чей счёт Дмитрий Гудков ездил в США. Дмитрий Гудков заявил о том, что расходы на поездку взял на себя и в качестве доказательства выложил копии платёжных документов.
13 марта 2013 года Железняк направил запрос в комитет Государственной Думы по вопросам депутатской этики в связи с поездкой в США Дмитрия Гудкова. По мнению единоросса «необходимо разбираться по действиям Гудкова в Америке», так как «он не имел права выступать как парламентарий». 15 марта депутаты Сергей Железняк, Светлана Горячева, Олег Денисенко и Игорь Лебедев подписали обращение, в котором просят дать оценку действиям Дмитрия Гудкова в связи с его поездкой в США и выступлением на форуме. Комиссия рассмотрела это обращение 20 марта.
20 марта Гудков не явился на заседание комиссии по этике из-за нескольких факторов. По его словам, «дружественно настроенные депутаты, причем члены комиссии» заранее сообщили ему о готовящемся решении, которое планирует принять комиссия по этике. За несколько часов до заседания Гудков предсказал его исход: решат лишить слова на месяц, потребуют извинений и предложат сдать мандат. Помимо этого депутата не позвали на само заседание, которое вдобавок сделали закрытым для прессы. Члены комиссии из СР также не пришли на заседание, а оставшиеся участники приняли предсказанный Дмитрием вариант. По его мнению такие действия вместе с принятием скандальных законов ведут шестой созыв Думы к роспуску.
На фоне этих событий глава комиссии по контролю за доходами депутатов единоросс Николай Ковалёв сообщил о том, что беседовал в Вене с американским сенатором Бенджамином Кардином о совместных усилиях в поиске зарубежного имущества и счетов российских чиновников.

### Критика в оппозиционных кругах
Дмитрий Гудков подвергался критике со стороны муниципального депутата Максима Каца. По мнению Каца, Гудков, вступив в «Гражданскую инициативу», «кинул» Явлинского и свёл на нет все усилия «Яблока» в направлении их сотрудничества. По словам же Гудкова, основной причиной его разногласий с Кацем стали конфликтность самого Каца и его попытки помешать Гудкову заниматься наблюдением за выборами в Москве.
Михаил Светов говорил о Гудкове максимально неодобрительно из-за его ангажированности с властью и отца, вышедшего из КГБ, который в Госдуме голосовал за законы, препятствующие проведению выборов и митингов. По Светову, отец и сын Гудковы не попросили прощения у гражданского общества и не раскрыли компромат на власть предержащих, с кем они общались, вроде Суркова, в связи с чем гражданское общество не может им полностью доверять.

### Причинение вреда городскому имуществу
1 июня 2021 года Дмитрий Гудков был задержан полицией на 48 часов в качестве подозреваемого по уголовному делу о причинении имущественного ущерба, ч. 2 ст. 165 УК РФ «Причинение имущественного ущерба путем обмана или злоупотребления доверием» . Потерпевшей стороной выступает департамент городского имущества, являющийся собственником помещения в котором располагался Фонд поддержки Гудкова. В департаменте объяснили, что помещение было сдано незаконным образом. После этого он уехал сначала в Киев, столицу Украины, потом в Варну, что в Болгарии, где живут его родители.
В январе 2022 года Гудкову закрыт выезд из России. 31 января 2022 года ему запрещён въезд в Грузию.

## Семья, личная жизнь
Мать — Мария Петровна Гудкова (1956 г.р.), председатель совета директоров объединения структур безопасности «Оскордъ».
Отец — Геннадий Владимирович Гудков (15 августа 1956, Коломна, Московская область), российский политик и предприниматель.

### Жёны
- Первая жена, Софья Гудкова — журналист, телепродюсер. Работала в передачах «Намедни» и «Профессия — репортёр», была шеф-редактором дневных и вечерних новостей на «Первом канале» и «Итоговой программы» на НТВ[126]. Прожила в браке с Гудковым почти 10 лет, воспитывает детей политика — Анастасию и Ивана[127][128]. Уже после развода в мае 2012 года Софья уволилась с канала НТВ. Гудков утверждал, что Софья приняла это решение, чтобы не работать над выпуском передачи, компрометирующим его и других политиков-оппозиционеров[129]. В 2015 году Софья вышла замуж за бывшего главу Департамента культуры города Москвы Сергея Капкова[130].
- Вторая жена, Валерия Гудкова (в девичестве Суршкова) — бывший пресс-секретарь молодёжного крыла «Справедливой России» и самого политика. По сведениям одних источников, служебный роман начался после расставания Гудкова с первой женой, по другой информации, он и стал причиной развода[131][132]. Гудков и Суршкова узаконили отношения в июле 2012 года, а в августе 2013 года новая жена родила политику сына Александра[133][134].

## Хобби
Сообщалось, в школьные годы Гудков получил звание кандидата в мастера спорта по баскетболу и в 2012 году говорил, что продолжает иногда заниматься этим видом спорта. Помимо этого, Дмитрий Гудков сообщал, что по крайней мере два раза в неделю ходит в спортзал и любит играть на гитаре.

## Фильмография
- 2012 — «Срок» — режиссёры Алексей Пивоваров, Павел Костомаров и Александр Расторгуев.

## Интервью
- Дмитрий Гудков и Лев Шлосберг: «Когда придёт время перемен» / Люди мира // ГражданинЪ TV. 9 сентября 2022.
- Дмитрий Гудков: о бите в багажнике, папе из КГБ, уголовке и санкциях против русских // А поговорить? // Ирина Шихман. 19 мая 2024.